# Cogad Gáedel re Gallaib
Cogad Gáedel re Gallaib (engelsk ""The War of the Irish with the Foreigners"" eller "Irernes krig med de fremmede") er en irsk tekst fra middelalderen, der fortæller om udslettelsen af vikingerne og Uí Ímair-dynastiet i Irland og den irske konge Brian Borus krig mod dem, der begyndte med slaget ved Sulcoit i 967 og kulminerede i slaget ved Clontarf i 1014, hvor Brian blev slået men hans tropper var fik sejren. Krøniken sammenligner Brian med Augustus og Alexander den Store, og den blev skrevet i 1100-tallet, mindst 100 år efter de begivenheder, som den beskriver. Meget af narrativet kommer fra de tidligere Ulster-annalerne.